# Cavaso del Tomba
Cavaso del Tomba là một đô thị (comune) thuộc tỉnh Treviso, vùng Veneto, Ý. Đô thị này có diện tích km2, dân số là 2965 (thời điểm 31 tháng 12 năm 2008). Đô thị này có các làng: Obledo, Caniezza, Paveion, Pieve, Vettorazzi, Granigo và Virago. Cavaso có con người sinh sống hơn 10.000 năms.